# Chiesa di San Lorenzo (Venezia)
La chiesa di San Lorenzo è un edificio religioso della città di Venezia, nel sestiere di Castello; era parte, assieme alla cappella di San Sebastiano, dell'omonimo monastero benedettino femminile. Oggi si affaccia sul campo che porta il medesimo nome, non lontano dalla chiesa di San Zaccaria.

## Storia
I vecchi storici ed eruditi veneziani si riferiscono alla leggendaria fondazione della chiesa nelle due isolette dette allora Gemelle, indicando che essa fu iniziata nel 809 per volere del doge Agnello Partecipazio. Raccontano anche che, nel 853, il testamento del vescovo di Olivolo Orso Partecipazio lasciò tutte queste proprietà, che gli erano giunte per successione, in eredità al monastero. Soltanto il Corner sottolinea che si tratta di un'incerta tradizione, ma per qualche motivo identifica – senza ulteriori spiegazioni, ma per accettazione passiva di un'altra ricorrente leggenda – la famiglia Badoer con quella dei Partecipazi. In realtà la storiografia moderna è da tempo concorde nel negare, in mancanza di documentazioni, non solo la successione dei Badoer ai Partecipazi, ma anche i legami di parentela stretta tra il vescovo Orso ed i dogi, e anche dei vari dogi Partecipazi tra di loro. Le circostanze e la data 809 si prestano comunque a qualche riserva, in quanto il fondatore Agnello Partecipazio fu eletto doge poco più tardi, tra la fine del 810 e l'inizio del 811. In realtà, le indagini archeologiche svolte nel sito arretrano la data della presenza di una chiesa, quantomeno, alla fine del VII secolo.

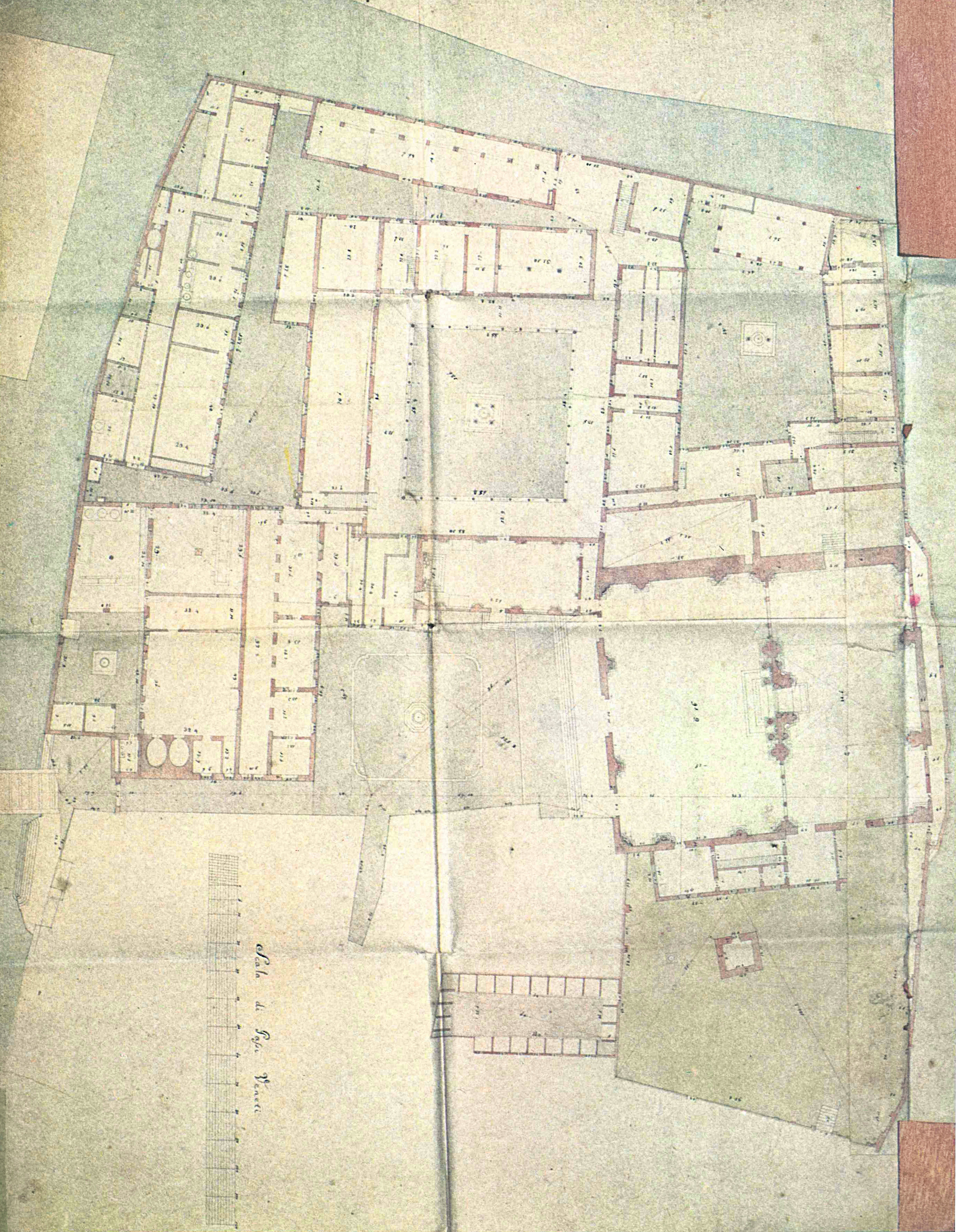
Anonimo, Mappa del complesso claustrale, XVIII/XIX secolo, Museo Correr

Restano comunque valide le indicazioni contenute nel lascito dal vescovo olivolense, il cui testamento del 13 febbraio 854 (853 more veneto) è ancora conservato. In questo documento, Orso dichiarava la piena proprietà della chiesa, delle reliquie, dei terreni e delle altre costruzioni comprese nelle isole Gemelle, in quanto ereditate dal padre, e le lasciava alla sorella Romana, con la raccomandazione di costruirvi un monastero.
L'eredità comprendeva anche la chiesa di San Severo, costruita nel 821 e divenuta parrocchiale nel 847, situata nell'altra, più occidentale, delle due isole Gemelle. Questa chiesa rimase sempre sotto completo giuspatronato delle monache. Fra gli altri privilegi ed oneri, infatti, il monastero di San Lorenzo mantenne per secoli l'autorità di nominarne il parroco — a differenza delle altre parrocchie veneziane, dove si usava eleggere popolarmente il pievano — ed inoltre provvedeva alla nomina ed allo stipendio di quattro cappellani. Un patronato che causò ripetute liti tra i parrocchiani ed il cenobio, risolte dalla giustizia ecclesiastica sempre a favore degli antichi diritti di quest'ultimo. Oltre alle chiese già presenti, nel 1007 venne accostata a San Lorenzo la cappella di San Sebastiano, realizzata dal futuro doge Ottone Orseolo come ringraziamento per la fine della pestilenza.
Si può anche supporre che l'insediamento delle monache abbia preceduto di qualche anno la cessione delle proprietà; infatti sia Coronelli, sia Sansovino e Martinelli citarono la data come 841, e quest'ultimo precisò anche che papa Leone IV emise la bolla a conferma della regola benedettina per questo convento.
Non abbiamo notizie di come fosse la prima chiesa di San Lorenzo con la cappella di San Sebastiano; di San Severo sappiamo soltanto che era stata già ricostruita nel 1053; tutte vennero perdute però nel disastroso incendio del 1105. Il fuoco, partito in una casa dell'isola di San Severo, si estese prima a San Lorenzo, dilagò verso Santa Maria Formosa, San Geminiano e San Moisé e poi, sospinto dal vento, scavalcò il Canal Grande a San Gregorio e lasciò una lunga scia di distruzione in Venezia, raggiungendo perfino San Nicolò dei Mendicoli. Alle ricostruzioni seguirono fino all'inizio del XVI secolo. Nel 1592 iniziò la rifabbrica della chiesa di San Lorenzo, su progetto di Simone Sorella, sostanzialmente conclusa nel 1602, con l'esclusione della facciata mai realizzata; essa fu riconsacrata nel 1617. Anche la cappella di San Sebastiano fu rifatta tra il 1629 e il 1632 ed altri interventi seguirono nel 1748.

### La vita nel monastero
Romana Partecipazio divenne la prima badessa del complesso claustrale succeduta dalla cugina Ancilla seguita per tutta la storia del cenobio da altre nobildonne. Particolarità di questa congregazione laurenziana fu infatti il suo carattere esclusivo: le monache provenivano tutte dalle casate patrizie veneziane. Queste origini aristocratiche delle religiose portarono il monastero ad accrescere sempre più il proprio patrimonio divenendo di fatto il più ricco di Venezia. Oltre alle isole Gemelle con i loro edifici possedevano ancora un paio di centinaia di case sparse per la città cui si aggiungevano diversi altri possessi nella terraferma del dogado e dei dominî.
A ricordare il proprio rango aristocratico le religiose conservavano il cognome e inoltre si facevano chiamare e si firmavano come Domina ovvero Nobil Donna. Dopo il provvedimento liberatorio di Clemente IV del 1267, mantennero anche l'uso di eleggere autonomamente la propria badessa certificandola con una registrazione notarile. La carica fu dapprima a vita poi, dall'inizio del XVII secolo, divenne triennale ma con la possibilità di reiterare la carica.
Il senso di potere del cenobio, manifestato più volte nei confronti della parrocchia di San Severo, lo poneva nella posizione di poter scavalcare il potere ecclesiastico locale per rivolgersi direttamente al papa e ottenere infine soddisfazione. Fu il caso dei litigio con i vescovi di Castello Bartolomeo II Querini nel 1299 e il suo più tardo successore Giacomo Alberti nel 1317: ambedue avevano imposto dei tributi a varie case religiose e il primo aveva anche scomunicato le benedettine di San Lorenzo per la disobbedienza. Ma a sfavore dei vescovi fu ricordato che nel 1221 erano state anche esentate da qualsiasi aggravio con bolla di papa Onorio III.

A partire da Bonifacio VIII, a cavallo dei secoli XIII e XIV, furono concesse numerose indulgenze legate alla chiesa, successivamente ribadite poi da molti altri papi.

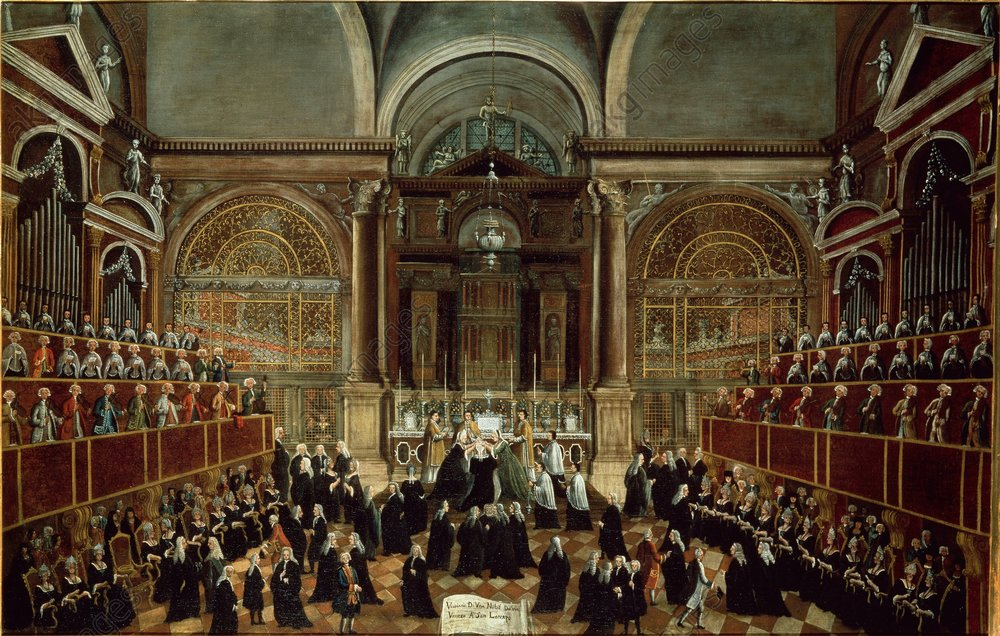
Gabriel Bella, Vestiario di una Nobil Dama Veneta a San Lorenzo, 1794/1799, Venezia, Fondazione Querini Stampalia

Da aristocratiche qual erano vivevano comunque con un'agiatezza che esibivano nella cura dell'abbigliamento e con vero e proprio sfarzo mondano nelle ricorrenze annuali e nello ricche cerimonie di vestizione delle nuove monache. Gabriel Bella ha tramandato nel suo dipinto Vestiario di una Nobil Dama Veneta a San Lorenzo (circa 1794/1799) la scena della consacrazione di una professa. La chiesa era stata addobbata sontuosamente e attrezzata temporaneamente con delle cantorie a tre piani su ambedue i lati, ben sostenute da robusti modiglioni, Dalle loro lunghe tribune echeggiava il suono di una doppia orchestra d'archi e fiati e di un doppio coro maschile. Al di sotto si opponevano le due file di ricche poltrone dove sedevano le monache vestite a festa. Alle loro spalle tra i modiglioni, a mo' di palchetti, era un pubblico elegante, mentre la centro della sala era un brulicare di nobiluomini, per lo più nella nera tenuta ufficiale con lunghe parrucche bianche e ampi mantelli. Sui gradini dell'altare, davanti a tre sacerdoti in solenni aurei paramenti, la badessa e la priora imponevano il velo alla nuova professa, quasi come incoronandola. Probabilmente i grandi organi dietro alle cantorie erano frutto della fantasia del pittore. Ma a parte questo e i numerosi particolari di colore è da notare l'elegante tenuta da cerimonia delle monache: portano sul capo una cuffia in forma di diadema da cui scendeva un trasparente velo a coprire il volto fin sopra la bocca; la veste nera era leggermente scollata, con maniche corte all'avambraccio, e bordata ovunque da pizzi bianchi.

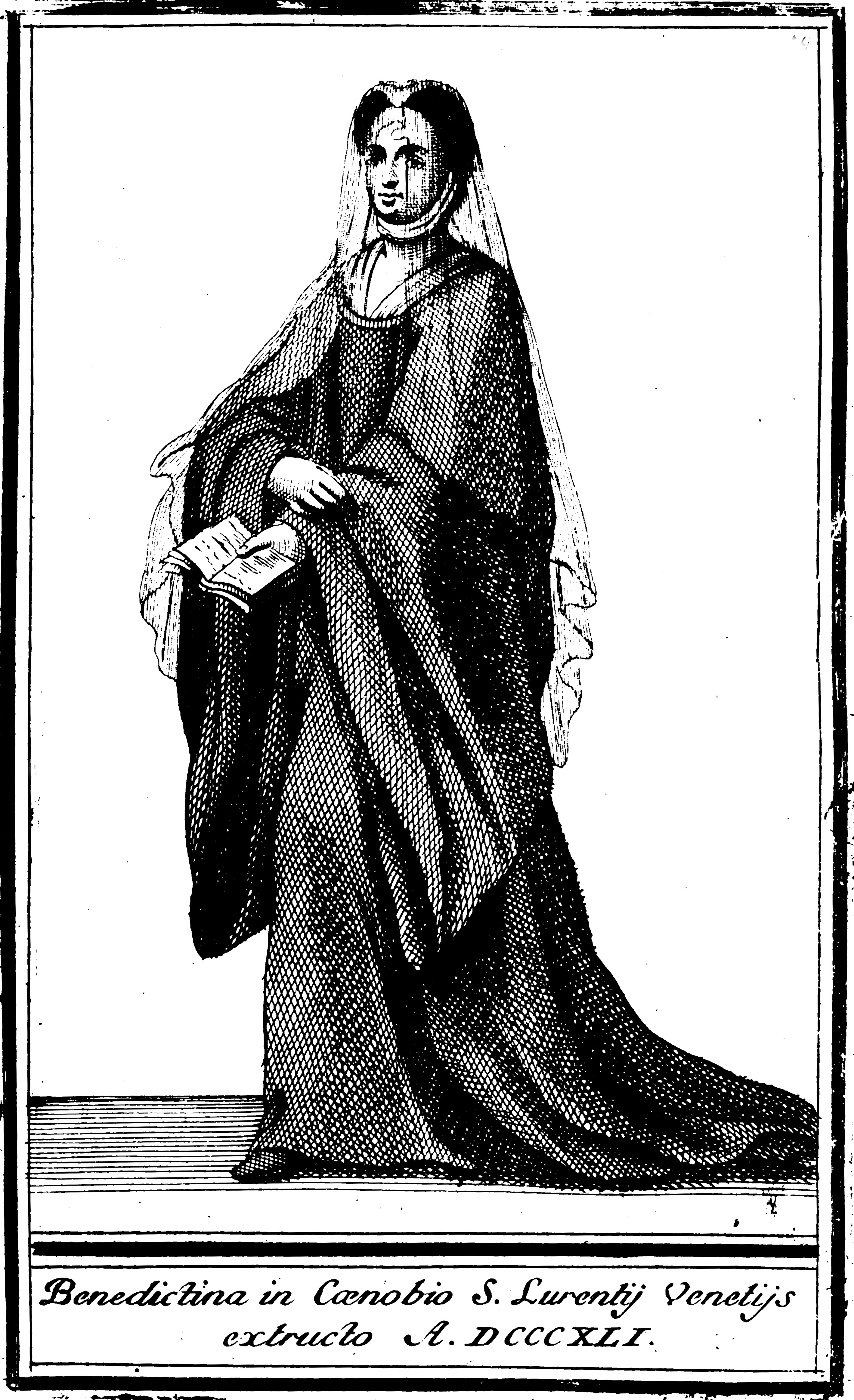
Benedettina del monastero di San Lorenzo, 1707, da Vincenzo Coronellli, Ordinum religiosorum in ecclesia militanti catalogus, 1707

Una descrizione acida e moraleggiante di quest'abbigliamento e degli usi delle monache, ci giunge dal resoconto dell'accompagnatore del futuro granduca di Toscana Cosimo III, il «regio cappellano» Filippo Pizzichi (uscito a stampa solo nel 1824). Il giovane principe durante un viaggio ufficiale nell'alta Italia nel 1664, giunto a Venezia, chiese di assistere ad una messa in San Lorenzo. Le monache acconsentirono e: 
[…Poi il principe si intrattenne] in parlatorio alla grate larghissime con la Badessa, e con due sorelle Loredane, nobili Venete, una delle quali, oltre l'essere bella, fu sommamente ammirata per la sua grazia ed eloquenza.
È questo il più ricco monastero di Venezia, e vi sono sopra 100 madri tutte gentildonne. Vestono leggiadrissimamente. Con abito bianco come alla franzese, il busto di bisso a piegoline, e le professe trina nera larga tre dita sulle costure di esso; velo piccolo cinge loro la fronte, sotto il quale escono li cappelli arricciati, e lindamente accomodati; seno mezzo scoperto, e tutto insieme abito più da ninfe che da monache.»
Il Pizzichi nella sua piaggeria verso il principe non riusciva a considerare l'elevato rango nobiliare delle due Loredan, discendenti da dogi, e della badessa Polissena Badoer, di una famiglia che si considerava discendente dei dogi Partecipazio. Fatto che le portava a considerare una simile visita niente affatto eccezionale e piuttosto quasi un atto dovuto. Inoltre il cappellano nella sua pruriginosa acrimonia non solo esagerava la profondità dell'inconsueta scollatura ma sentiva il bisogno anche di sottolineare la larghezza delle grate del parlatorio.
Se l'abito da festa lasciava interdetti i ben pensanti, la tenuta ordinaria delle monache era comunque attenta a mantenere un'aristocratica eleganza. Ce lo descrive così l'enciclopedista francescano Vincenzo Coronelli:
Non abbiamo idea di quante monache vivessero nel vasto complesso nei primi secoli: non risultano dati prima della fine del XIV secolo. In quel periodo variavano da 24 a 30, poi nel XVI e XVII secolo raggiunsero il massimo numero: 57 professe nel 1521 e 67 nel 1636. Nel corso del XVIII secolo il numero delle monache si ridusse da circa 30 all'inizio a 15 verso la fine. Al momento della soppressione nel 1810 vi erano 11 monache e 17 converse.

### Vergini involontarie e condotte scandalose
Certamente l'attenzione quasi morbosa del cappellano toscano, e le ripetute citazioni dell'ultima parte del suo brano, ci fanno ricordare il problema della "condotta scandalosa" comune a molti dei cenobi veneziani e che, per un certo periodo, pare abbia riguardato in modo particolare quello di San Lorenzo. Tale comportamento era incentivato soprattutto dall'assidua frequentazione dei parlatori da parte di personaggi libertini, popolarmente definiti moneghini, che invogliavano le monache a uscire dalla clausura, anche in abiti secolari, per recarsi a feste e balli, soprattutto durante il carnevale.
I moneghini non mancavano di introdursi furtivamente nel monastero per convegni amorosi, spesso favoriti dalle lavoranti esterne per il complesso claustrale. Alcuni di questi fornicatori attivi in San Lorenzo subirono condanne ad alcuni anni di carcere più cospicue multe. Assieme a questi anche le donne che li avevano aiutati subirono condanne alla fustigazione oltre a essere bandite dal monastero. Le prime notizie di condanne risalgono alla seconda metà del Trecento. Queste condanne erano in ottemperanza della "parte presa" dal Maggior Consiglio nel 1349, ma nel 1485 il senato decise di modificare la legge prevedendo di «augumentar le pene statuite aziò che almeno el terror de quelle faziono star riguardosi». Inoltre, già nel 1385, inoltre era stato statuito che i predicatori e i confessori ammessi nei cenobi, compresi gli eventuali accompagnatori, dovevano aver superato i 60 anni.
Nonostante questi provvedimenti nel 1509 il patriarca Antonio Contarini dovette ancora raccomandare a tutte le badesse della città di impedire queste uscite e di interrompere le visite nei parlatori a un'ora ragionevole. Una simile ordinanza dovette essere ribadita dall'appena nominato patriarca Lorenzo Priuli nel 1591. Ispirate a questi stessi principi furono le regole introdotte dal patriarca Giovanni Tiepolo nel 1626 per far in modo che le monache dovessero essere solamente assorte nelle pratiche religiose imponendo l'elezione biennale di procuratori per gli affari "terreni" dei monasteri. Dovevano essere da tre a cinque, secondo le necessità. Venne però posto come limite cautelativo che si trattasse solo di persone per lo meno cinquantenni e in stretta parentela con le monache (cioè padri, fratelli o zii), e in caso di morte di queste l'incarico doveva essere immediatamente revocato. Non solo, le badesse dovevano presentare al patriarca una rosa di persone candidate prima che si passasse all'elezione in modo che questi potesse valutarne preventivamente l'affidabilità.
Non bisogna però cadere nella tentazione di considerare queste vicende di irregolarità in una facile ottica boccaccesca: la vita in monastero era un autentico dramma per molte vergini involontarie. Bisogna tener conto che era uso nelle famiglie aristocratiche "smaltire le eccedenze" della prole relegando le figlie in complessi claustrali. Lo scopo era mantenere compatto il patrimonio, e di conseguenza la posizione autorevole della famiglia, senza disperderlo nelle ricche doti matrimoniali allora previste. Anche per monacare le figlie era prevista una dote, ma di importo decisamente inferiore. Da notare che anche per i figli maschi cadetti era previsto il medesimo trattamento, con l'alternativa della carriera militare. Si trattava di vere e proprie forzature sostenute e occultate dalle famiglie e dal clero loro vicino: la chiesa ufficialmente non ammetteva che le fanciulle fossero costrette a monacarsi in mancanza di una vera vocazione, e quando le autorità ecclesiastiche fossero venute a conoscenza, avrebbero dovuto provvedere allo scioglimento dai voti.
Un caso che all'epoca suscitò clamore, e ancora interessa la letteratura, è quello di Maria da Riva, rinchiusa nell'aristocratico monastero di San Lorenzo quando aveva compiuto i dieci anni. Prese controvoglia i voti, e l'aveva reso noto a un sacerdote amico di famiglia, che però lo tenne nascosto. Dopo qualche anno durante una cerimonia di vestizione incontrò l'ambasciatore di Francia Charles François de Froulay e, nonostante i pettegolezzi malevoli per i ripetuti incontri con un diplomatico straniero, ne divenne amante rimanendo incinta. Il de Frouleay riuscì a convincere la badessa di lasciarla isolata nella sua cella, e farla avvicinare solo da persone di sua fiducia. Fra questi c'era una levatrice che aiutò la donna a partorire, e poi nascose il neonato. Si rischiò un incidente diplomatico tra Venezia e Francia, ma anche tra Venezia e la Chiesa. Alla fine gli autonomi tentativi falliti della monaca e dell'ambasciatore per un trasferimento in altra sede furono risolti su richiesta della badessa, e Maria venne inviata come educanda a Ferrara. Il de Froulay fu, infine, richiamato in patria. Sciolta dai voti da papa Benedetto XIV, Maria scelse il matrimonio con il colonnello Moroni, ma venne rinchiusa in un altro monastero con l'accusa di bigamia. Riuscì comunque ad avere il permesso di uscire per riunirsi con il marito. Ricercata dalle autorità solo formalmente, riuscì a far perdere le sue tracce.

### Celebri sepolture
La chiesa e la cappella ospitavano, e come d'uso se ne facevano vanto, diverse sepolture e reliquie di santi e beati. Taluni erano considerati tali soltanto nelle tradizioni come i misteriosi martiri Barbaro e Ligorio. Leggendarie erano anche le provenienze: oltre ad alcuni reperti del santo titolare, pervennero alcuni corpi e reliquie come i resti di san Paolo patriarca di Costantinopoli, che si raccontava venissero dall'imperatore Alessio I Comneno, forse come parte di una donazione a ringraziamento dell'aiuto veneziano contro i Normanni, oppure un piede di santa Barbara donato da Manuele I Comneno; altri trasportati a Venezia e donati al monastero da esponenti del patriziato come santa Candida martire da Bolsena. Altri corpi erano, invece, più recenti, figure locali e di devozione veneziana come il beato Giovanni Olini parroco di San Zan Degolà e il vescovo Leone Bembo, Di quest'ultimo si narrava che, tornato dalla Siria irriconoscibile a causa delle torture subite, scelse di finire i suoi giorni da sconosciuto, lavorando come ortolano presso questo monastero. La tradizione e le cronache hanno ammantato di un'aura miracolosa anche i recuperi o ritrovamenti nonché le identificazioni delle varie spoglie, sia quelli più antichi, sia quelli risalenti alla ricostruzione cinque/seicentesca.
Al momento delle soppressioni napoleoniche, buona parte delle reliquie ancora presenti nelle due chiese conventuali furono acquistate da Gaetano Gresler, un pittore e collezionista veronese, e rivendute alla chiesa di San Biagio a Dignano.
Clemente IV nel 1267 concesse al monastero anche di poter offrire una sepoltura nelle sue proprietà a chiunque lo avesse richiesto. Non vi furono le monumentali strutture di altre chiese, però di qualcuna si è tramandata la notizia. Si sa che Marco Polo lasciò nel suo testamento l'indicazione di essere sepolto presso San Lorenzo, dove riposava anche il padre Nicolò. Nel 1908 e nel 1923 si tentò di ritrovarne le spoglie senza esito, in realtà la ricerca si limitò all'area del vecchio angiporto, mentre risulta che la tomba fosse ai piedi dell'altare maggiore della cappella di San Sebastiano, ormai scomparsa.
A San Lorenzo furono sepolti anche i compositori Gioseffo Zarlino e Matteo d'Asola, ambedue cappellani di San Severo. Anche il maestro della cappella ducale Francesco Cavalli fu tumulato qui, nella tomba del vescovo di Pola Claudio Sozomeno, zio della moglie.

### Dalla soppressione a oggi
Dopo la caduta della Repubblica, il 28 luglio 1806, con la seconda occupazione francese vennero dapprima estesi a Venezia i provvedimenti restrittivi per gli ordini regolari. Il monastero di San Lorenzo fu considerato di seconda classe e venne ordinato di concentrarvi anche le monache benedettine di Sant'Anna di Castello e quelle di Santa Maria dell'Umiltà. Qualche anno più tardi, il 25 aprile 1810, fu decretata la soppressione di tutti gli ordini religiosi: le monache dovettero andarsene e il cenobio con tutto ciò che conteneva passò nelle mani del demanio e fu chiuso.
Le chiese furono spogliate degli arredi che vennero posti in vendita e dispersi, sebbene il demanio lamentasse ancora nel 1812 la mancanza di offerte per i dipinti in quanto troppo grandi. Ci risulta soltanto che degli altari laterali due furono venduti a una chiesa di Anguillara e quattro a quella di San Biagio di Lendinara, al suo posto rimase l'altare maggiore.
Con il decreto che bandiva la mendicità nel dipartimento dell'Adriatico (21 ottobre 1811, attivo dal 2 gennaio 1812) nell'ex-monastero di San Lorenzo veniva istituita la Casa dell'Industria per raccogliere tutti i mendicanti atti al lavoro. Questa nuova istituzione dava un piatto di minestra e del pane a tutti i poveri che vi si recassero, oltre al compenso per gli eventuali piccoli lavori assegnati, e poteva anche fornire uno spazio per dormire. La Casa dipese dalla Congregazione di carità fino al 1816, poi passò sotto il controllo diretto del nuovo governo austriaco, che vi istituì anche un centro di lavori forzati, Nel 1821 passò sotto l'amministrazione comunale, che nel 1853 effettuò un restauro. Dopo la trasformazione in Ricovero di Mendicità nel 1875, la gestione fu assegnata all'Amministrazione dei Pii Istituti Riuniti nel 1877, che resse il sito fino al 1941. Solo nel secondo dopoguerra il comune decise di modificare la destinazione dapprima, nel 1946, in Infermeria per malati cronici, e nel 1951 in Centro Geriatrico Comunale. Attualmente è un centro di ricovero per persone anziane ormai prive di autonomia.
Quanto alle chiese, quella di San Sebastiano (assieme all'ala del monastero che chiudeva il campo) scomparve nelle ristrutturazioni per la nuova funzione mentre per quella di San Lorenzo il nuovo governo asburgico ne concesse la riapertura nel 1817 a servizio degli ospiti della Casa dell'industria. Il provvedimento avvenne a seguito dell'interessamento del cappellano Daniele Canal, che provvide a riattrezzarla con degli altari provenienti da San Basso. Nel 1842 fu affidata alla cura dei domenicani per cui il Meduna costruì un piccolo convento a ridosso del lato meridionale della chiesa, eliminando il campanile seicentesco. Dopo l'unità d'Italia le con l'estensione a Venezia delle leggi eversive dell'asse ecclesiastico, i domenicani vennero espulsi nel 1868, e la chiesa chiusa definitivamente. Il comune di Venezia adattò la chiesa a magazzino e ne ventilò anche lo sventramento della parte centrale per creare una nuova viabilità. I progetti ottocenteschi di costruzione di case popolari nei vecchi orti residui sortirono soltanto l'edificazione di alcuni capannoni e grandi edifici residenziali.
Negli anni cinquanta del Novecento la chiesa fu consolidata e attrezzata a laboratorio di restauro della sovrintendenza. Dai successivi anni ottanta fu utilizzata saltuariamente per attività della Biennale di Venezia. Tra queste è rimarchevole la messa in scena tra il 25 e il 29 settembre 1984, nell'ambito della Biennale Musica, del Prometeo. Tragedia dell'ascolto di Luigi Nono, su testo di Massimo Cacciari, con la scenografica arca lignea, posta nella navata ad accogliere il pubblico e i musicisti, progettata da Renzo Piano. Nel 2017 fu firmata una convenzione tra il comune e la fondazione Thyssen-Bornemisza per il restauro della chiesa in cambio di una concessione esclusiva dello spazio per nove anni. Dal 23 marzo 2019 è stato aperto Ocean Space della TBA21–Academy, un'emanazione della fondazione, una struttura interdisciplinare tra scienza degli oceani e arte.

## Descrizione

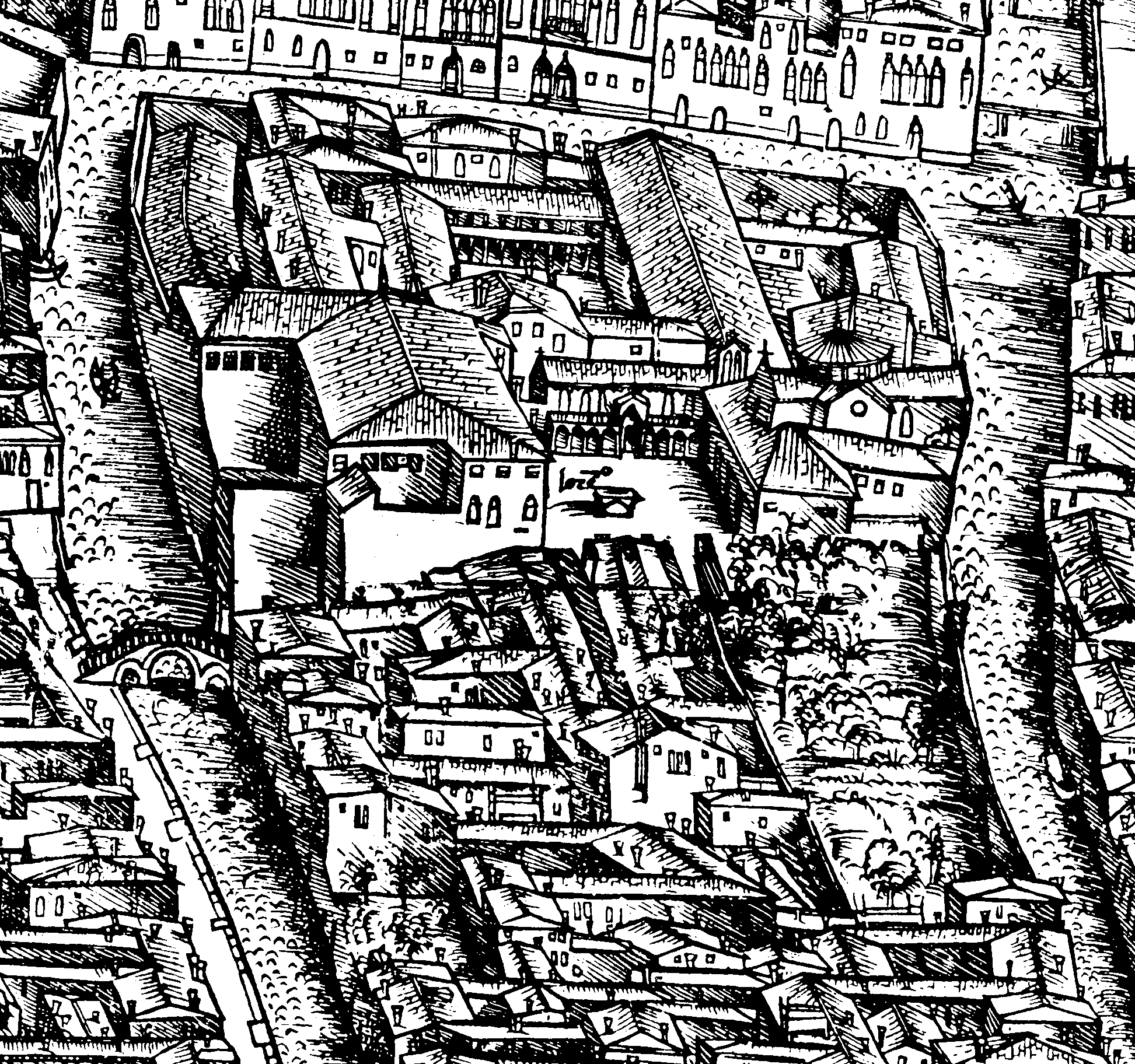
La chiesa di San Lorenzo con la cappella di san Sebastiano, il monastero e gli annessi orti nella mappa di Jacopo De Barbari, 1500

Di come apparissero le primissime strutture e se fossero realizzate, almeno in parte, in legno o mattoni, non possiamo aver idea. Soltanto qualche lacerto di pavimento in opus sectile e mosaico è stato rintracciato. Di quelle successive all'incendio del 1105 è sufficientemente rappresentativa la mappa del De Barbari. Sebbene le chiese siano state oggetto di ulteriori interventi dopo la ricostruzione del XII secolo, alla data della realizzazione della mappa appaiono ancora sostanzialmente bizantine. La chiesa a quel tempo «non molto grande di corpo» e forse a tre navate, era strutturata con una pianta a croce. Sormontata da una cupola coperta da un tetto a bassa cuspide, sembra preceduta verso il campo da un lungo nartece oppure un portico. La cappella di San Sebastiano si presentava affiancata da un lungo portico movimentato al centro da una struttura come un protiro a indicare l'ingresso pubblico. L'ingresso in facciata appare, invece, riservato al monastero, e protetto da un muro di cinta. Un piccolo campanile a vela era condiviso tra i due edifici.
Il monastero si estendeva con un'ala dirimpetto alla chiesa fino a quasi chiudere la corte accessibile allora solo dalla corta calle in cui immetteva il ponte a tre arcate. Alla fine della calle verso la corte fu costruita un'arcata per demarcare l'area di stretta competenza del complesso claustrale La stessa struttura a chiusura assieme al vecchio ponte è quella visibile alla destra del dipinto di Gentile Bellini Miracolo della Croce caduta nel canale di San Lorenzo. L'ala fu demolita dal Meduna nel 1840 e la corte divenne così un campo.
Il chiostro alle spalle di San Sebastiano al tempo di De Barbari appariva ancora trabeato. Sulle antiche colonne e capitelli furono impostate le arcate soltanto nel corso del XVI secolo e così ci appare oggi, unica reliquia visibile conservata dell'antico cenobio.
A sud della chiesa si estendeva un ampio orto, attualmente completamente edificato. Al piccolo chiostro ottocentesco dei domenicani con il suo portico esterno sulla fondamenta, a sud della chiesa, sono stati addossati alcuni capannoni (all'origine per attività artigianali) e più a sud diverse abitazioni.

### San Lorenzo
Il progetto di Simone Sorella, uno strenuo sostenitore del classicismo palladiano, restò incompiuto nella facciata pur predisposta all'aggrappo dei rivestimenti marmorei. Si può solo supporne un aspetto maestoso con il suo elevarsi dalla breve scalinata. Antonio Visentini, che forse conosceva il progetto originale, ci ha tramandato in un disegno una plausibile ipotesi di come avrebbe potuto essere completata la facciata, anche se il suo intento non era esattamente filologico. Tant'è che il rilievo della pianta, nella stessa serie, risulta modificato dall'aggiunta di quinte a raccordo dei pilastri laterali.
L'interno come ci appare oggi risulta particolarmente originale (anzi emblematico dell'atteggiamento indipendente veneziano in un periodo in cui gli ordini di maggiore obbedienza romana stavano fondando le loro chiese secondo le modalità progettuali dettate dalla controriforma – i Tolentini dei teatini e l'Umiltà dei gesuiti), con la sua grande area divisa quasi al centro da tre grandi arcate a separare lo spazio della clausura da quello pubblico. La base delle arcate laterali è chiusa da un basso muro con porte e finestre, a uso di parlatorio, e sopra un'elaborata inferriata (un tempo dorata) termina la separazione, ma consente comunque una percezione di ariosità. All'interno della più alta arcata centrale si erge il grande altare maggiore.
Le sezioni del soffitto corrispondenti alle due partizioni della pianta si presentano suddivise ai lati in volte a botte, orientate ortogonalmente rispetto all'edificio, raccordate da dei costoloni alle volte a crociera della fascia mediana, allineata tra le grandi finestre termali e l'arcata centrale; ogni segmento con la sola semplice ornamentazione di un discreto rosone centrale.
L'altare maggiore (del 1620 circa), unico superstite tra gli quelli della chiesa, fu progettato da Girolamo Campagna, coerentemente all'impianto del Sorella, e così pure dovevano essere i sei altari laterali. Si presenta a forma d'arco trionfale e strutturato con le due facciate pienamente fruibili sia dal coro sia dall'aula, in una preziosa alternanza chiaroscurale dei marmi esaltata dai commessi policromi, soprattutto sulla mensa. Nell'apertura passante centrale troneggia l'ancor più colorito tabernacolo a tempietto, culminato da una cupoletta bronzea traforata. Campagna si riservò l'esecuzione delle statue dei santi Lorenzo e Sebastiano nelle nicchie sui lati. Le altre sculture, quelle dei santi sul secondo ordine sopra le colonne (santi non precisamente identificabili sebbene le loro tenute — due da vescovo e due da soldato romano — suggeriscono un riferimento alle locali reliquie) e quelle acroteriali (il Cristo trionfante affiancato de angeli adoranti) sono opera di aiuti e dell'abile scalpellino Giovanni Battista da Cannaregio. Il tabernacolo era accompagnato da alcune statuette bronzee, ora in deposito presso il Museo Correr.
Dei sei altari laterali abbiamo notizia grazie a Martinioni, Boschini e Zanetti che però si limitano a descriverne i dipinti, Visentini ce ne riserva invece un ipotetico rilievo. Le guide citate ci raccontano che il primo quadro a destra era un'Incoronazione della Vergine con i santi Lorenzo e Agostino di Flaminio Floriano, un allievo di Tintoretto, seguiva il Martirio di san Paolo Vescovo di Domenico Tintoretto e la Crocifissione con i santi Andrea e Chiara di Palma il Giovane. Seguendo in senso antiorario sull'altro lato era il Battesimo di Cristo di Pietro Mera detto il Fiammingo, un altro seguace del Tintoretto, proseguendo era un'altra tela del Palma, San Barbaro portato in cielo dagli angeli e sull'ultimo altare era un'Assunta venerata dal vescovo di Pola Claudio Sozomeno di Sante Peranda. Oltre le inferriate, entro lo spazio claustrale era visibile la grande tela del Paradiso di Girolamo Pilotti, usata come modello per il mosaico in San Marco, passato nel 1885 alla moderna procuratoria di San Marco.
A parte quest'ultimo tutti questi dipinti risultano ormai dispersi. Perdute sono anche le due file di stalli del coro delle monache: erano intagliati finemente in noce e al centro si trovava l'ancor più elaborato trono dorato per la badessa.

Rilievi di Antonio Visentini dalla serie Admiranda urbis venetae
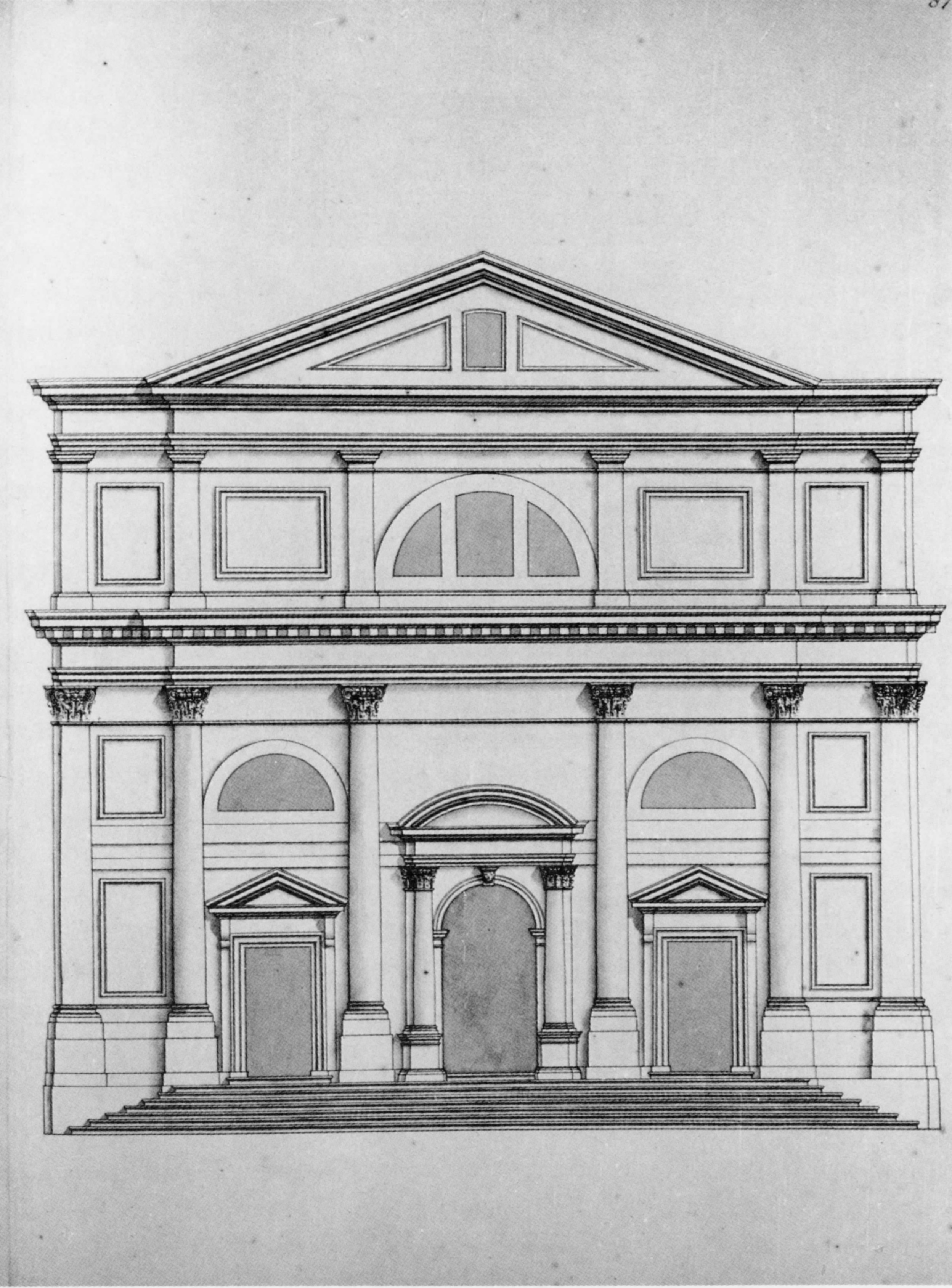
Antonio Visentini, ipotesi di ricostruzione del progetto di Simone Sorella per la facciata di San Lorenzo
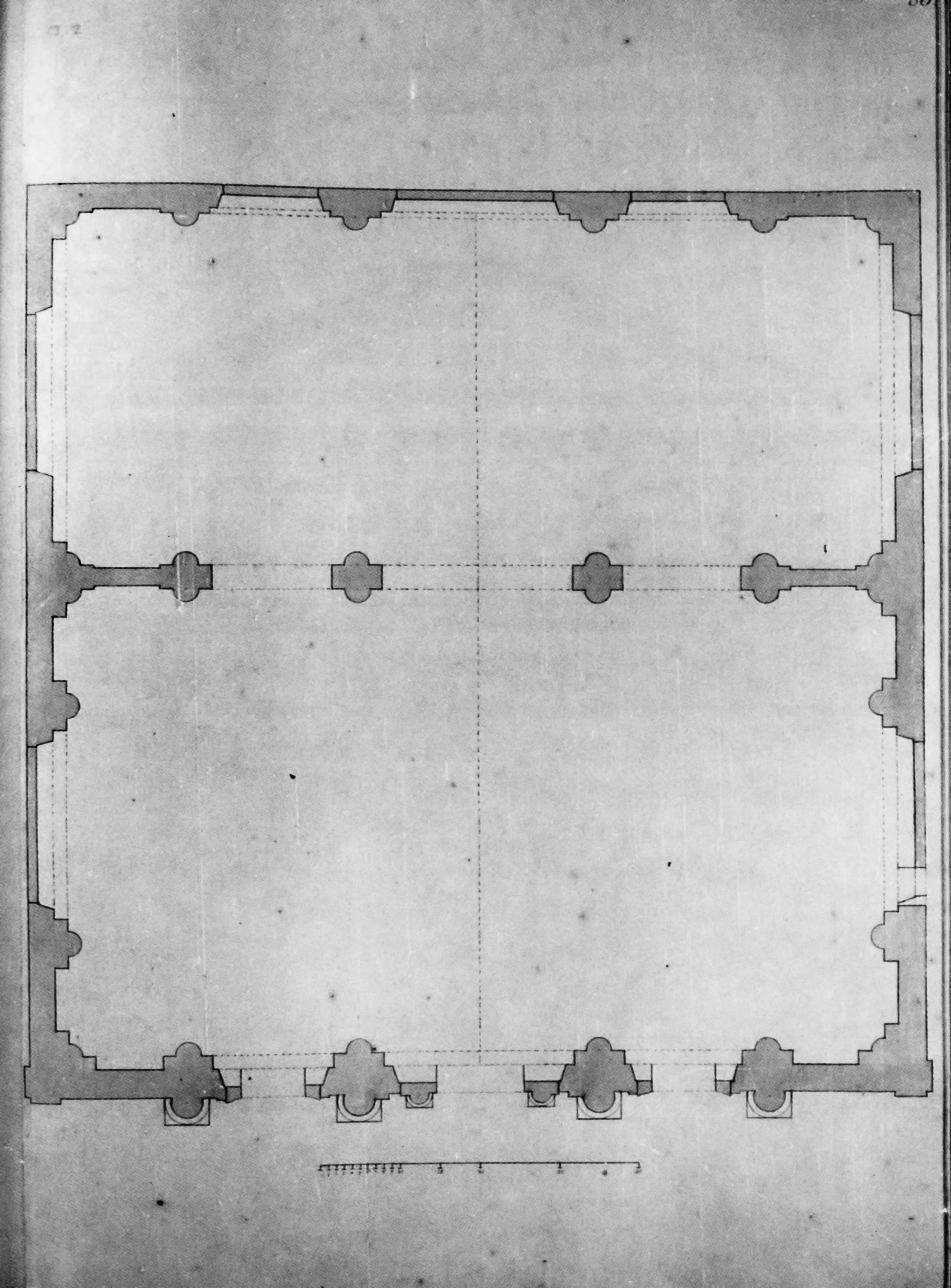
Antonio Visentini, rilievo della pianta di San Lorenzo. N.B. in questo caso è imprecisa: le quinte aggiunte a raccordo pilastri laterali non corrispondono alla realtà.
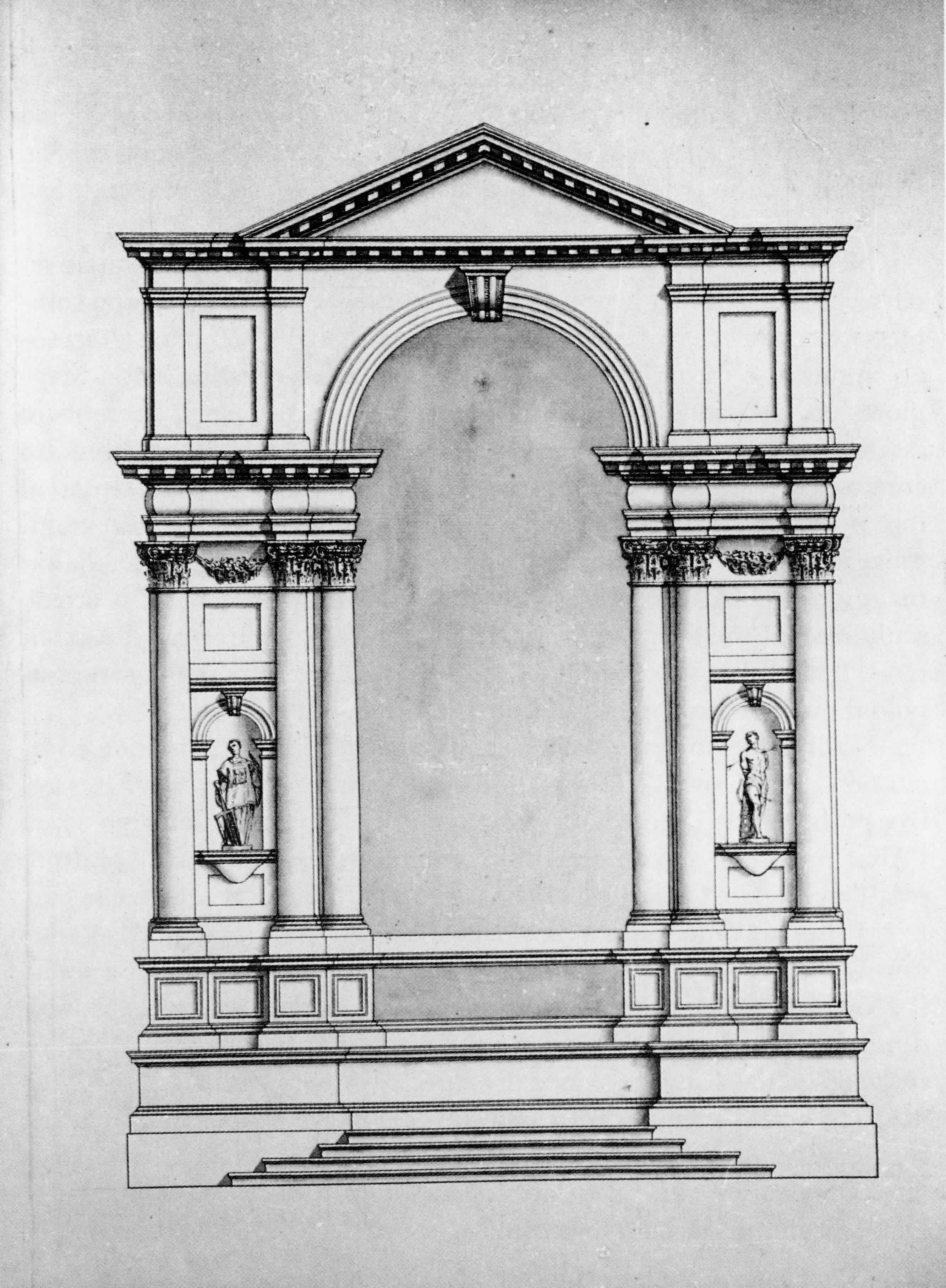
Antonio Visentini, prospetto dell'altare maggiore di San Lorenzo
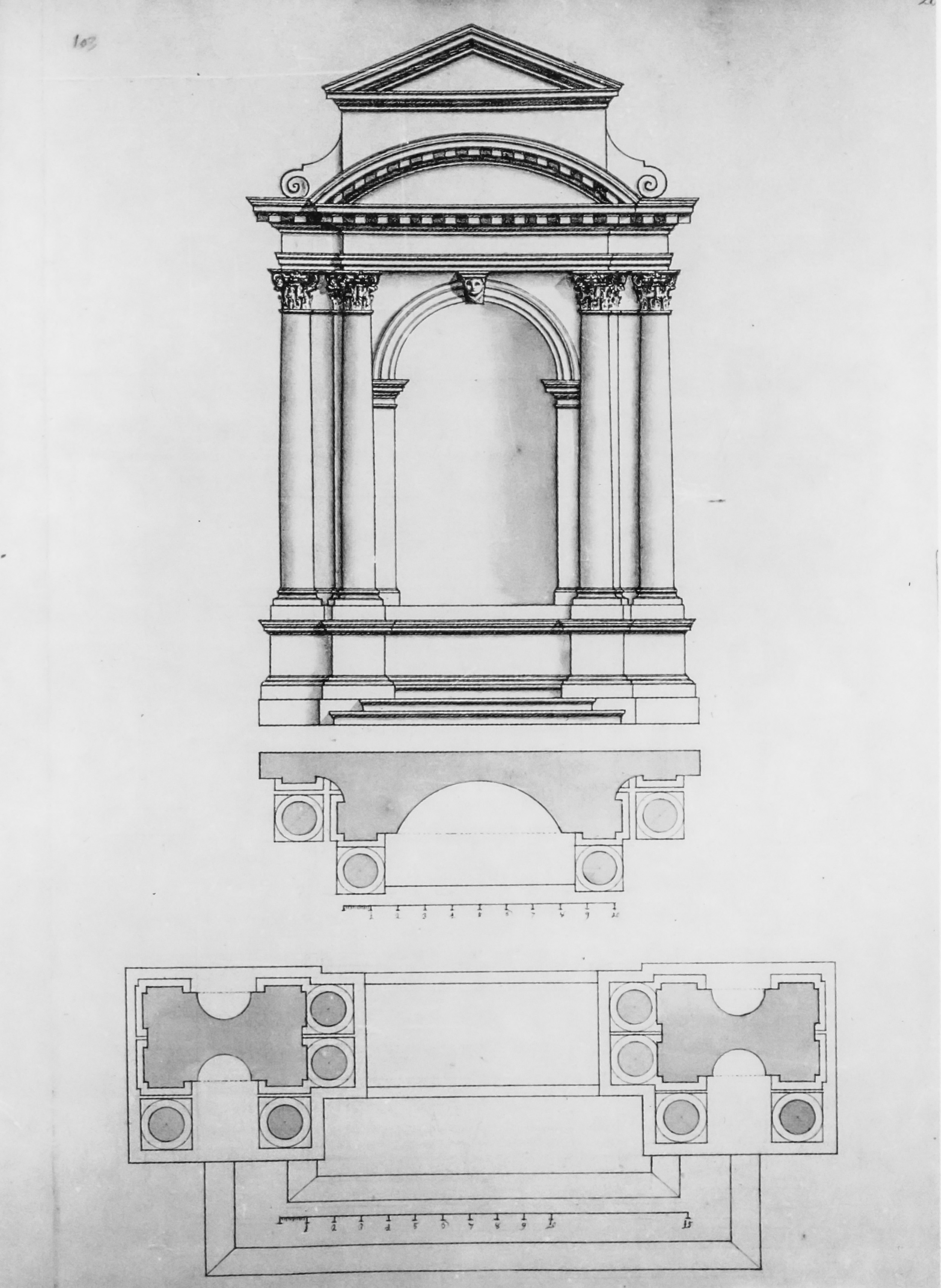
Antonio Visentini, prospetto e pianta di un altare laterale, pianta dell'altare maggiore di San Lorenzo

### San Sebastiano

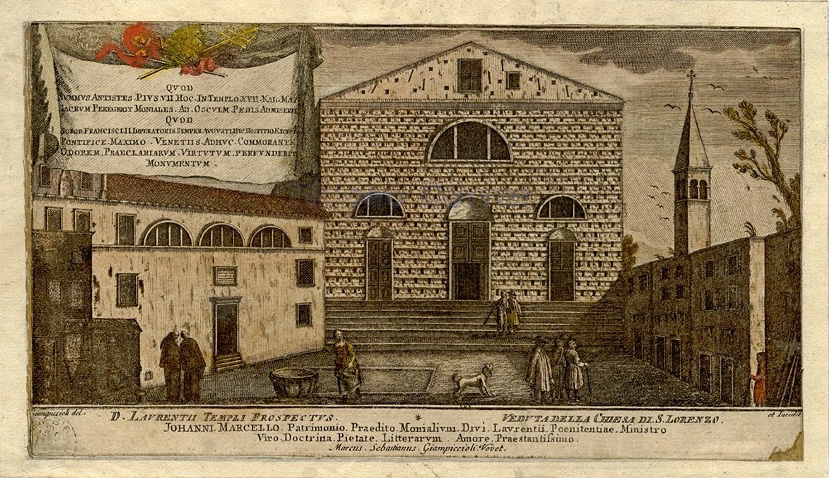
Marco Sebastiano Giampiccoli, Veduta di San Lorenzo, fine XVIII secolo, Venezia, Museo Correr

La cappella, definita anche chiesuola o oratorio, aveva la funzione di luogo di preghiera riservato alle monache, pur mantenendo sempre un accesso per il pubblico. Del nuovo edificio seicentesco rimangono poche memorie iconografiche, oltre a quelle letterarie.
Un'incisione di Sebastiano Giampiccoli, nella sua forzatamente allargata rappresentazione prospettica, ce ne presenta lo spoglio fianco verso il campo, ma non ce ne fa conoscerne la facciata. Questa è, invece, registrata in un disegno del Visentini, sebbene accettabile solo come ipotesi: ci mostra un'elegante struttura tripartita come avrebbe potuto pensarla Francesco Contin, un architetto apprezzato dagli ordini religiosi veneziani. Più tranquillamente accettabile è il rilievo della pianta a unica navata.

Per l'interno ci soccorrono le note guide come al solito limitate alle pitture. Conosciamo così che la cappella ospitava tre altari. Su quello maggiore era una tela di Palma il Giovane, il Martirio di san Sebastiano. Quanto agli altari minori quello di sinistra portava una pala del fiammingo Michele Desubleo, il Martirio di san Lorenzo, e quello di destra una Madonna col Bambino e san Leone Bembo che le guide più antiche attribuiscono a un altrimenti sconosciuto Giambattista Mercato (forse identificabile con Giovanni Battista Mercati di cui però non sono note relazioni con Venezia). Sullo stesso altare stava il pezzo più antico, e unico sopravvissuto (dal 1818 si trova a Dignano nel duomo di San Biagio assieme alle altre reliquie provenienti dal monastero), la Cassa di Leone Bembo: i dipinti con le scene della vita del beato sui due fianchi e sul coperchio che i vecchi eruditi assegnavano a Carlo Crivelli, appaiono alla critica moderna più probabile opera di Lazzaro Bastiani, anche se taluni avevano riferito alla scuola di Paolo Veneziano il coperchio. Soltanto il Boschini segnalava anche un gonfalone con i santi Lorenzo e Sebastiano dipinto da Girolamo Pilotto.

Rilievi di Antonio Visentini dalla serie Admiranda urbis venetae
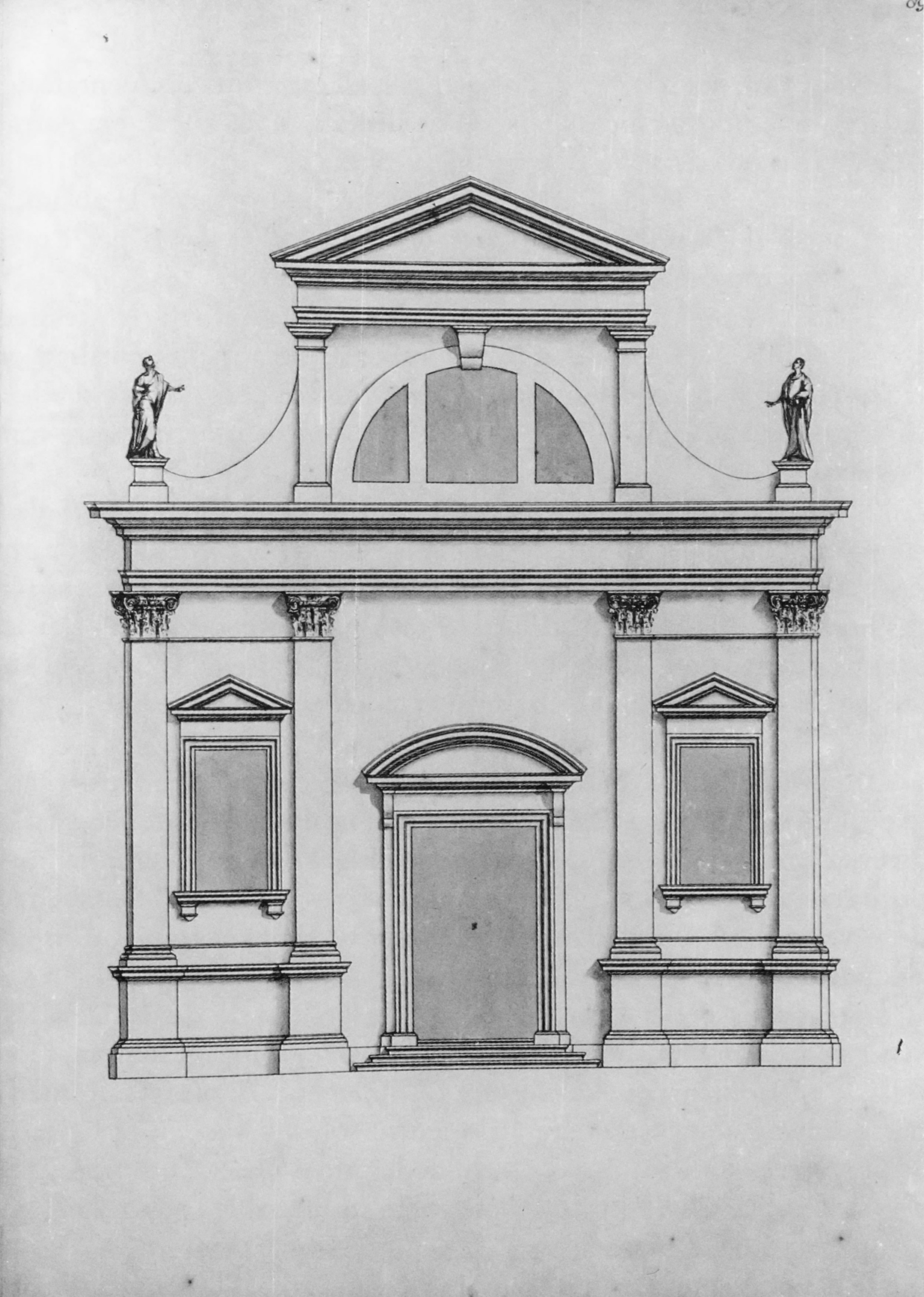
Antonio Visentini, rilievo della facciata di San Sebastiano
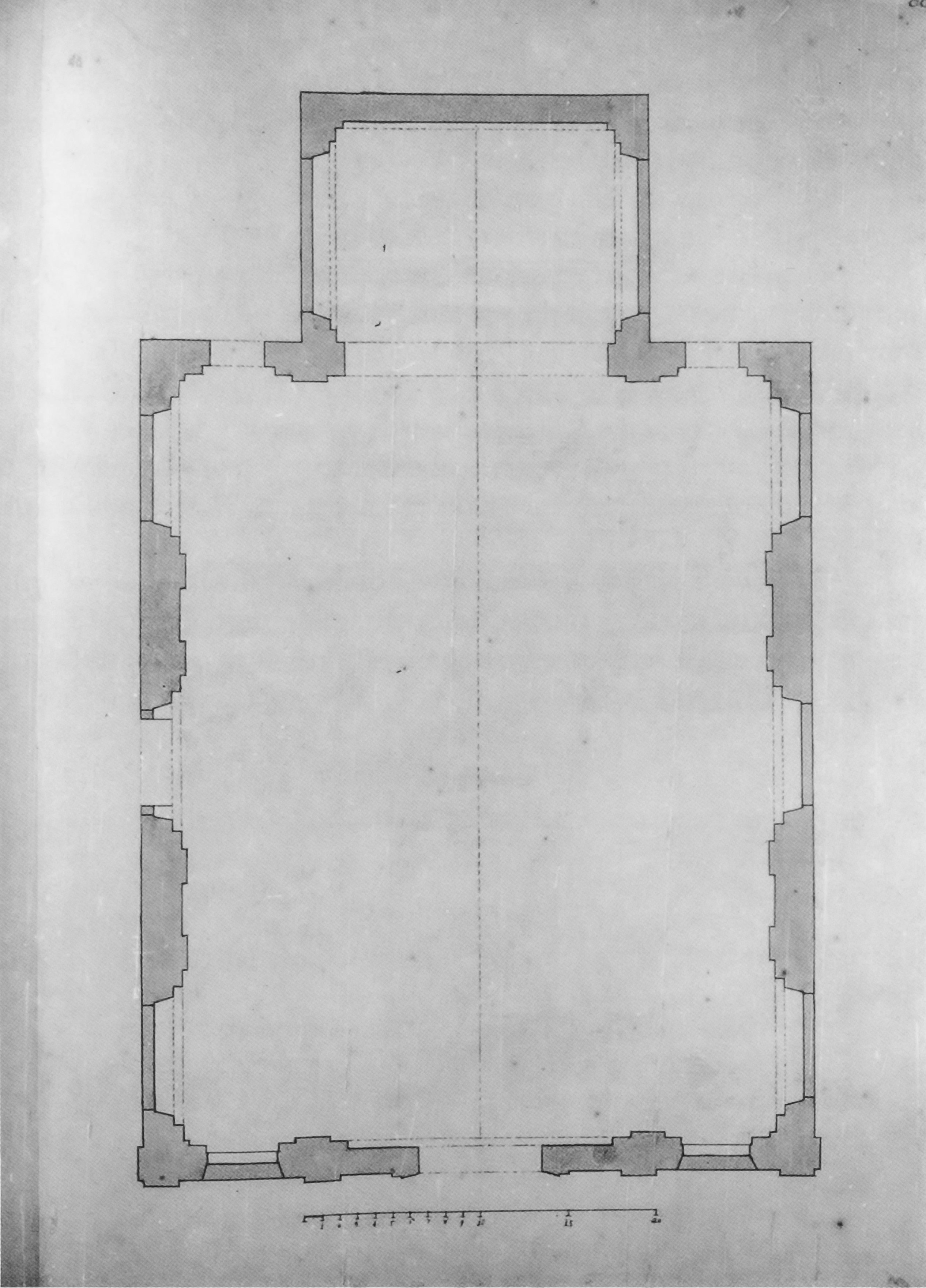
Antonio Visentini, rilievo della pianta di San Sebastiano